# Пильцы
Пи́льцы (бел. Пі́льцы, пол. Pilcie) — деревня в Сморгонском районе Гродненской области Белоруссии.
Входит в состав Жодишковского сельсовета.
Расположена в северной части района на левом берегу реки Вилия. Расстояние до районного центра Сморгонь по автодороге — около 17 км, до центра сельсовета агрогородка Жодишки по прямой — 2,5 км. Ближайшие населённые пункты — Девятни, Расло, Соколец.
Согласно переписи население Пильцев в 1999 году насчитывало 64 жителя.
Грунтовой автодорогой местного значения Н7959 деревня связана с автодорогой Сморгонь — Жодишки.
В полутора километрах от Пильцев, на правом берегу Вилии находится мемориальный камень немецкого штаба 1917 года.
К западу от деревни располагается территория ландшафтно-ботанического заказника «Голубые озёра».